# ساختمان اداری بولینگ گرین
ساختمان اداری بولینگ گرین (انگلیسی: Bowling Green Offices Building) یا برادوی ۱۱ یک ساختمان در خیابان برادوی منطقه منهتن، نیویورک است.
این ساختمان که در سال ۱۸۹۵ شروع به ساخت و در سال ۱۸۹۸ تأسیس شده دارای ۲۱ طبقه و ۸۳.۱ متر ارتفاع است.

## نگارخانه

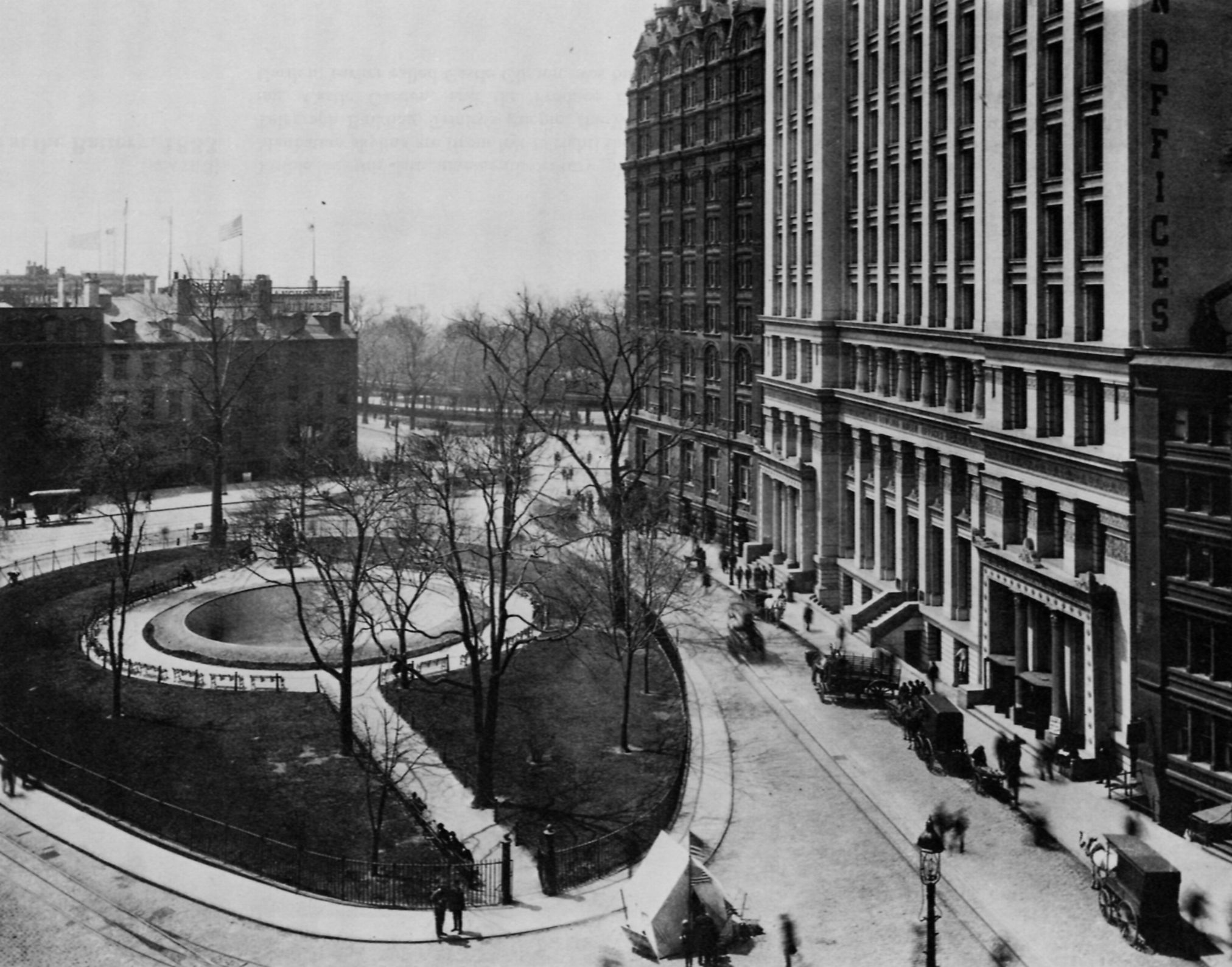
۱۸۹۸
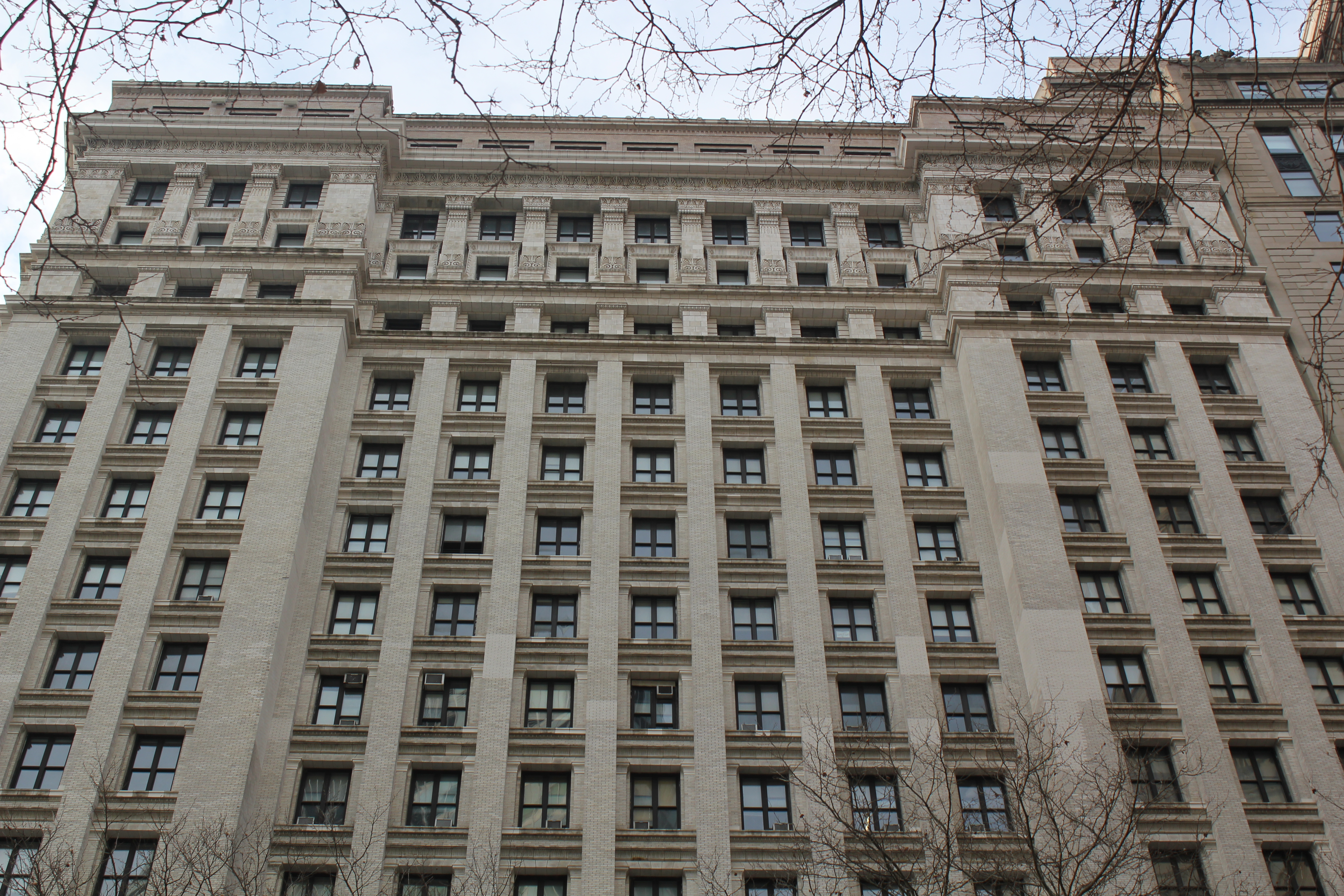
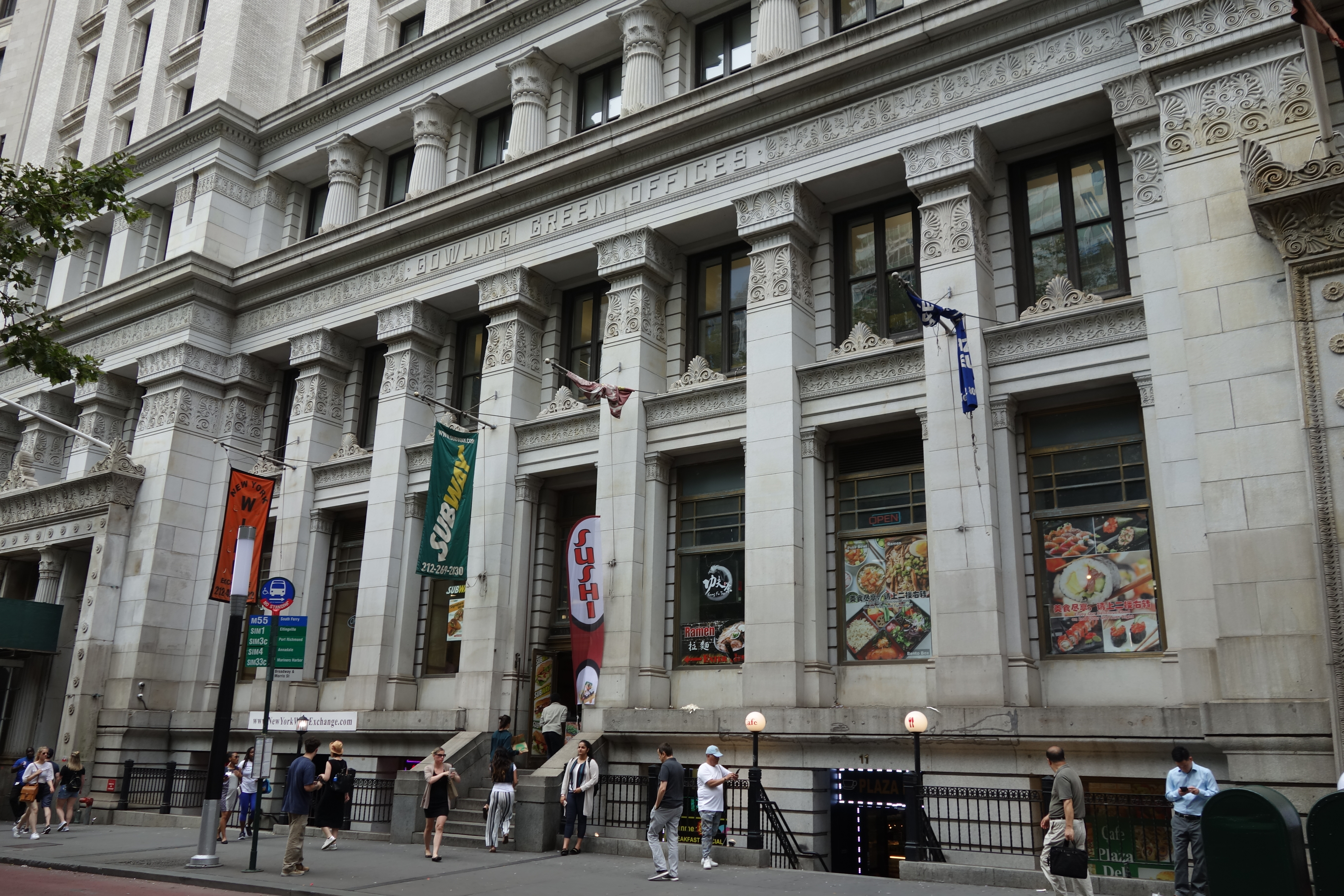
ورودی ساختمان